# Romulea cedarbergensis
Romulea cedarbergensis là một loài thực vật có hoa trong họ Diên vĩ. Loài này được M.P.de Vos miêu tả khoa học đầu tiên năm 1972.